# 和木光二朗
和木 光二朗（わき こうじろう、1928年 - ）は、日本の写真家。本名、金森邦夫。
神奈川県横浜市出身。

## 経歴
1949年に世界映画社写真部に入社し、早稲田雄二に師事する。1953年に雑誌やコマーシャルの写真を専門とするフリーの写真家となる。
また、芸能人の写真などを題材とし、『文芸春秋』『毎日グラフ』等での連載を受け持った。写真展も開いている。

## 著書
- 『私と羅漢さん : 酒井益雄写真集』（1994年、光村） - 監修を担当
- 『フォトコンテスト入賞作戦』（1980年、朝日ソノラマ）[2]